# Pribylitidae
De Pribylitidae zijn een familie van uitgestorven kreeftachtigen uit de klasse van de Ostracoda (mosselkreeftjes).

## Geslachten
- Kielciella Adamczak, 1968 †
- Parapribylites Pokorny, 1951 †
- Pribylites Pokorny, 1951 †